# Amarpatti (Parsa)
Amarpatti (nep. अमरपट्टी) – gaun wikas samiti w środkowej części Nepalu w strefie Narajani w dystrykcie Parsa. Według nepalskiego spisu powszechnego z 2001 roku liczył on 561 gospodarstw domowych i 3794 mieszkańców (1831 kobiet i 1963 mężczyzn).